# Linia kolejowa nr 721
Linia kolejowa nr 721 – drugorzędna, jednotorowa, zelektryfikowana linia kolejowa znaczenia państwowego łącząca stację techniczną Gdańsk Południowy ze stacją techniczną Gdańsk Olszynka (dawny posterunek odgałęźny Motława Most). Biegnie w granicach administracyjnych Gdańska, na osiedlu Orunia.
Linię na odcinku w km 0,590 – 2,568 zaklasyfikowano do kompleksowej i bazowej towarowej sieci transportowej TEN-T.

## Przebieg
Linia rozpoczyna bieg w północnej głowicy stacji technicznej Gdańsk Południowy, na rozjeździe nr 26, skąd odchodzi od linii kolejowej Warszawa Wschodnia Osobowa – Gdańsk Główny. Następnie linia kieruje się do południowej głowicy wyżej wymienionej stacji i skręca na wschód (przed przystankiem Gdańsk Orunia). Linia kończy bieg na rozjeździe nr 1 stacji Gdańsk Olszynka, w miejscu dawnego posterunku odgałęźnego Motława Most (zlikwidowanego w latach 2015 – 2016), tuż przed mostem nad Motławą. W miejscu końcowym linia styka się z linią kolejową Pruszcz Gdański – Gdańsk Port Północny.

## Wykorzystanie w ruchu pasażerskim
Linia nie jest wykorzystywana w ruchu pasażerskim poza sytuacjami awaryjnymi, jednakże studium wykonalności wydłużenia linii kolejowej Gdańsk Śródmieście – Rumia do Tczewa przewiduje wykorzystanie linii wraz z budową łącznicy omijającej dawny posterunek odgałęźny Motława Most.

## Galeria

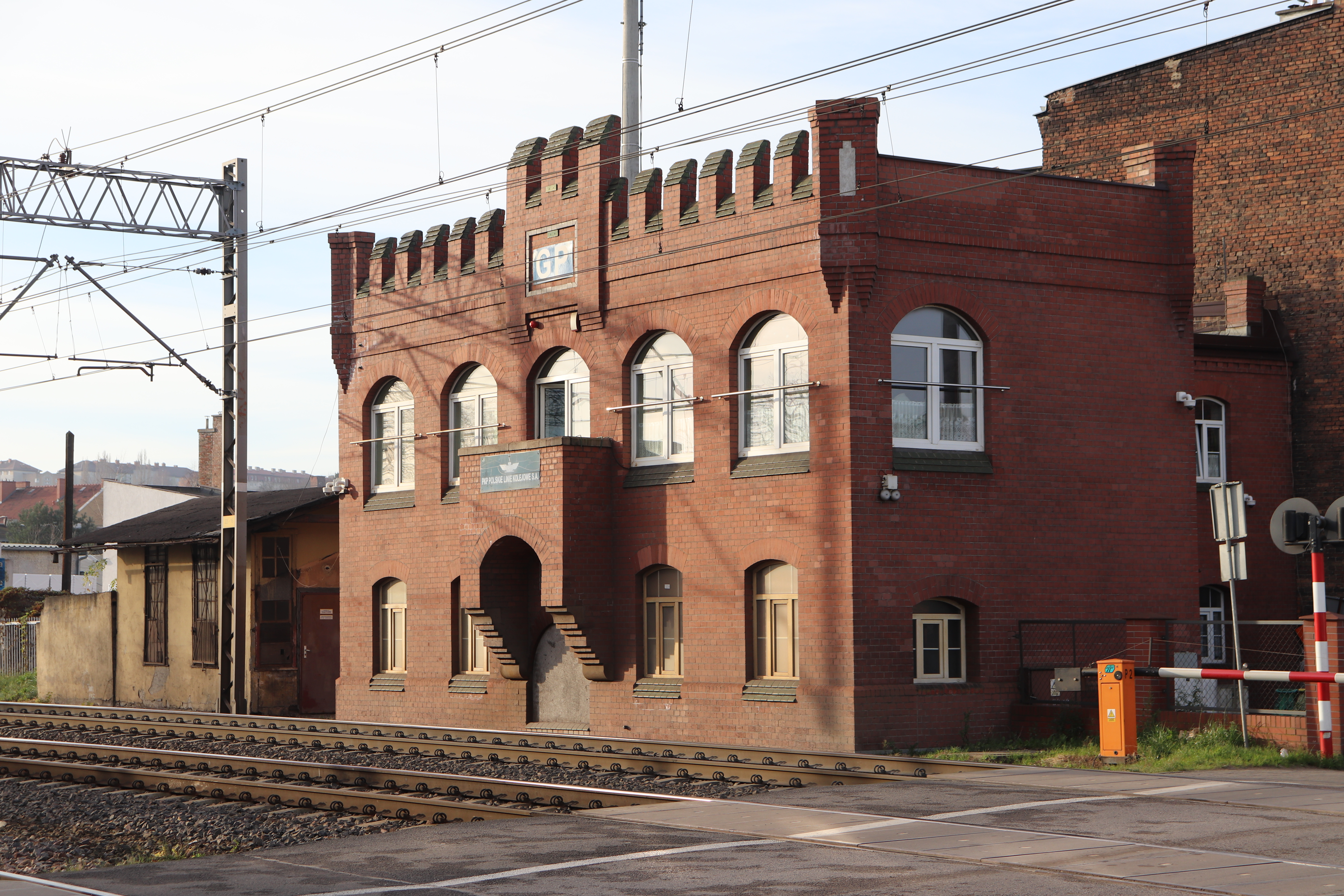
Nastawnia GP stacji technicznej Gdańsk Południowy. Pierwszy tor z przodu należy do linii kolejowej nr 721.
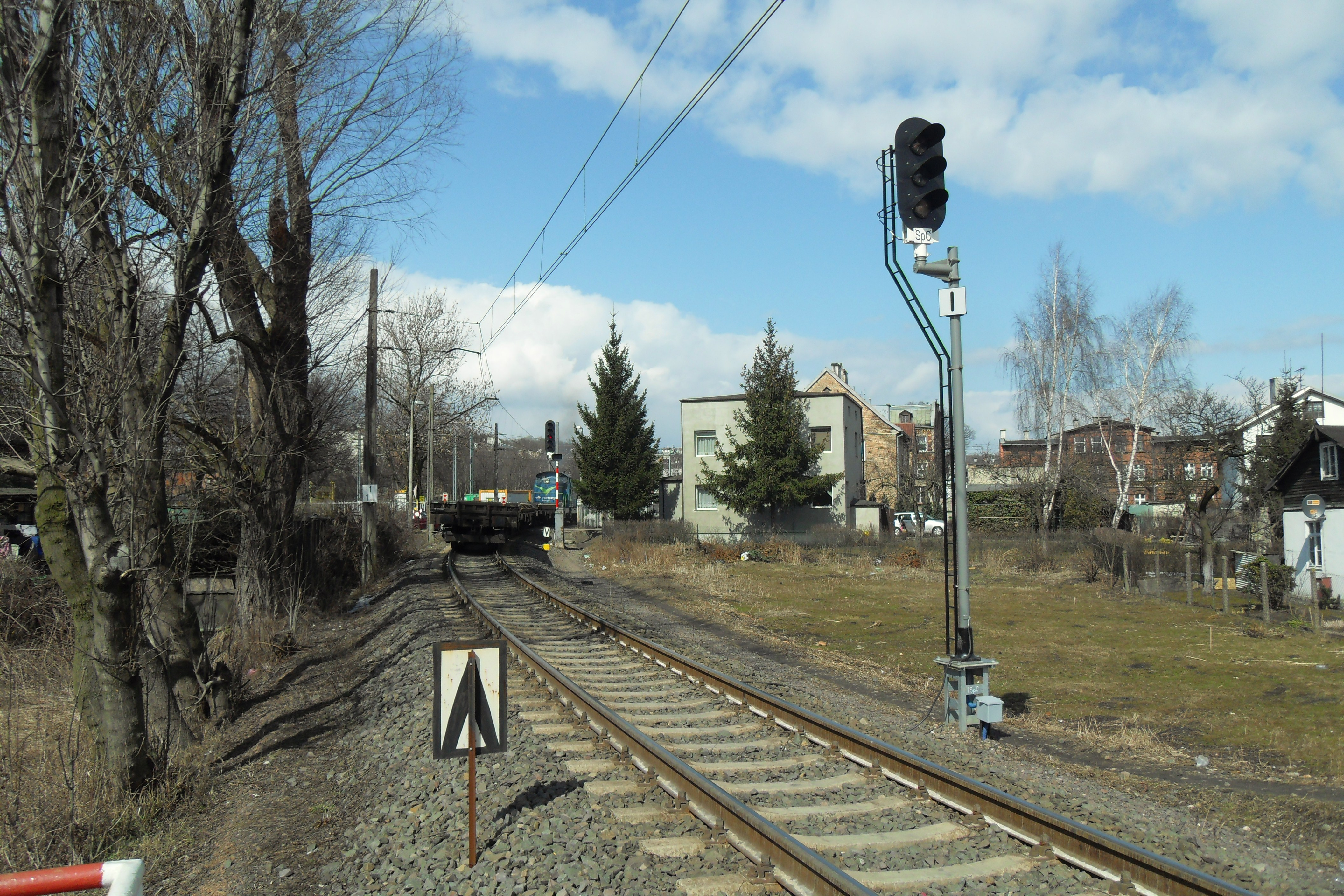
Tor między ulicami Głuchą i Smętną
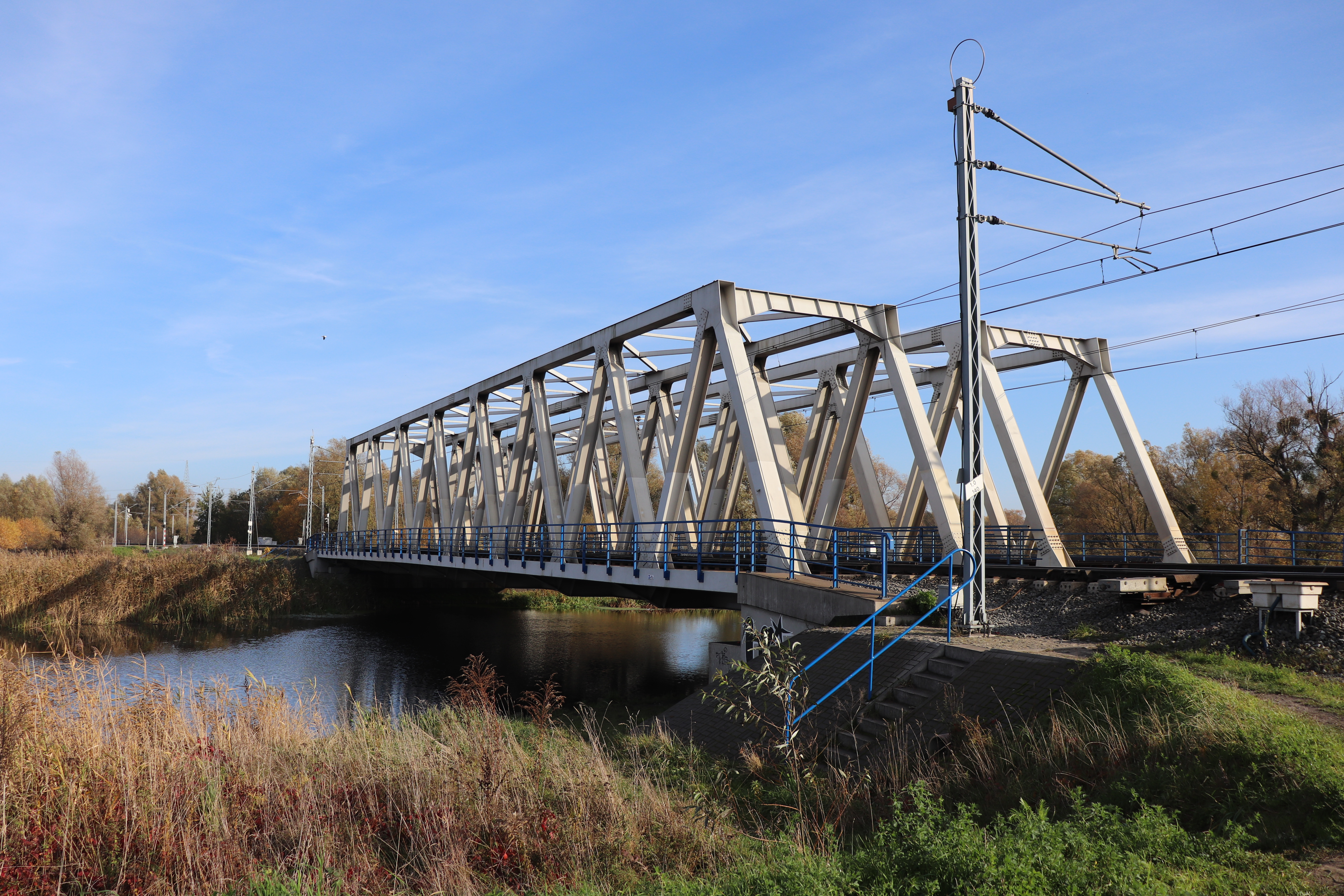
Mosty nad Motławą
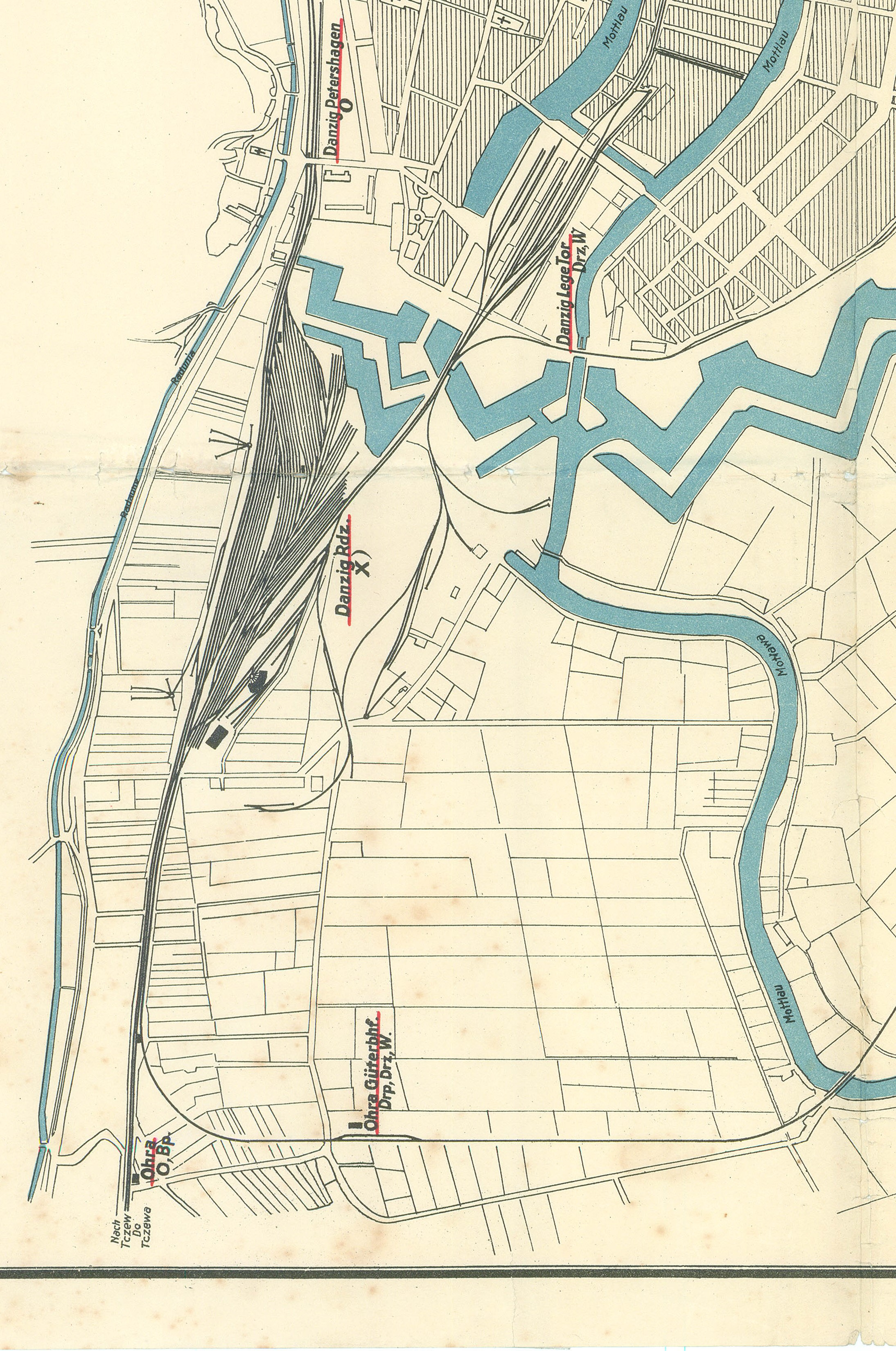
Linia na planie z pocz. XX wieku